# Brenda licrocerca
Brenda licrocerca är en insektsart som beskrevs av Vladimir Sergeevich Novikov och Dietrich 2000. Brenda licrocerca ingår i släktet Brenda och familjen dvärgstritar. Inga underarter finns listade i Catalogue of Life.